# Laku noć i sretno
Laku noć, i sretno. (eng. Good Night, and Good Luck.) je američka drama iz 2005. godine koju je režirao George Clooney. Scenaristi su Clooney i Grant Heslov, a film progovara o konfliktu između veteranskog radio i televizijskog novinara Edwarda R. Murrowsa i američkog senatora Josepha McCarthyja iz Wisconsina u doba senatorove antikomunističke kampanje. 
Iako je film originalno snimljen u boji, u fazi postprodukcije izmijenjen je u crno-bijeli. Uglavnom se fokusira na temu odgovornosti medija te na činjenicu što se događa kada iz medija dopire glas o neslaganju s vladom. Naslov filma (koji završava s točkom) uzet je iz rečenice s kojom je Murrow obično završavao svoja emitiranja.
Film Laku noć, i sretno. nominiran je u šest kategorija za prestižnu filmsku nagradu Oscar te u četiri kategorije za filmsku nagradu Zlatni globus.

## Radnja
Film Laku noć, i sretno. radnjom je smješten u 1953. godinu tijekom ranih dana televizije i televizijskog novinarstva. Edward R. Murrow (David Strathairn) i njegov privržen tim ljudi koje predvode koproducent Fred Friendly (George Clooney) i novinar Joseph Wershba (Robert Downey, Jr.) u informativnom programu CBS-a unatoč korporativnim i sponzorskim pritiscima putem svog televizijskog programa diskreditiraju taktike koje upotrebljava senator Joseph McCarthy tijekom svog "lova na vještice" kojim je htio iskorijeniti komunističke elemente unutar vlade.
Murrow prvo brani Milu Raduloviča kojem prijeti izgnanstvo iz američkih zračnih snaga zbog političkih uvjerenja njegove sestre i zbog njegovog oca koji je bio pretplaćen na srpske novine. Murrow očekuje da će ga McCarthy napasti što se i događa putem njihove javne rasprave koja kulminira trenutkom u kojem McCarthy optuži Murrowa da je i on sam komunist. Murrow je optužen da je pripadao ljevičarskoj uniji Industrijskih svjetskih radnika (IWW), ali Murrow to negira. 
U ovom razdoblju straha i odmazde, ekipa CBS-a nastavlja sa svojim radom, a njihova ustrajnost u konačnici dovodi do povijesnog udarca koji je zadan McCarthyju. Povijesne snimke također pokazuju i ispitivanje Annie Lee Moss, zaposlenice u odjelu komunikacija u Pentagonu koja je bila optužena da je komunist na temelju toga što se njezino ime pojavilo na listi koju je vidjela osoba koja se infiltrirala u FBI, a pripadala je Američkoj komunističkoj partiji. Jedna od podradnji filma je i odnos između novinara Wershbe i njegove supruge (Patricia Clarkson) koji rade zajedno na televiziji, ali svoj brak moraju skrivati zbog straha od gubitka posla na CBS-u; također pratimo i događaje koji su doveli do samoubojstva Dona Hollenbecka (Ray Wise), optuženog u tiskanim medijima da je komunist. 
Na početku i na kraju, film je zaokružen Murrowim govorom iz 1958. godine u kojem savjetuje auditorij da uzalud ne trate potencijal informiranja i obrazovanja ljudi od strane televizije.

## Glumačka postava
- David Strathairn kao Edward R. Murrow, novinar i voditelj CBS-ovog programa Pogledajte sada
- George Clooney kao Fred W. Friendly, koproducent emisije Pogledajte sada
- Robert Downey, Jr. kao Joseph Wershba, pisac, urednik i dopisnik informativnog programa CBS-a
- Patricia Clarkson kao Shirley Wershba
- Frank Langella kao William Paley, izvršni direktor CBS-a
- Jeff Daniels kao Sig Mickelson
- Tate Donovan kao Jesse Zousmer
- Ray Wise kao Don Hollenbeck, novinar informativnog programa CBS-a; optužen u tiskanim medijima da je komunist
- Alex Borstein kao Natalie
- Reed Diamond kao John Aaron
- Matt Ross kao Eddie Scott
- Joseph McCarthy (arhivske snimke) kao on sam
- Liberace (arhivske snimke) kao on sam

## Produkcija
U rujnu 2005. godine Clooney je objasnio svoju zainteresiranost za priču gledateljima na festivalu u New Yorku: "Pomislio sam da je dobro vrijeme da se ispriča priča o upotrebi straha kako bi se ugušila politička debata." S obzirom na to da je završio fakultet novinarstva, Clooney je bio dobro potkovan za temu. Njegov otac, Nick Clooney, bio je televizijski novinar mnogo godina i pojavljivao se kao voditelj u Cincinnatiju, Salt Lake Cityju i Buffalou. Također se kandidirao i za Kongres 2004. godine.
George Clooney dobio je svega jedan dolar za pisanje, režiranje i glumu u filmu Laku noć, i sretno. čiji je budžet u konačnici iznosio 7,5 milijuna dolara. Zbog ozljede koju je zaradio na snimanju filma Syriana nekoliko mjeseci ranije, Clooney nije mogao proći test za osiguranje. Umjesto toga stavio je svoju vlastitu kuću pod hipoteku kako bi mogao snimiti film. Vlasnik košarkaškog tima Dallas Mavericks Mark Cuban i bivši predsjednik eBaya Jeff Skoll također su investirali novac u projekt kao izvršni producenti. U konačnici film je zaradio preko 54 milijuna dolara u cijelom svijetu.
Svi uredi i studiji CBS-a koje gledamo u filmu snimljeni su u tonskom studiju. Kako bi se uspješno snimilo par scena u kojima se likovi voze u liftu, upotrijebljeni su različiti "katovi" zgrade na istom nivou. Lift je zapravo sagrađen na velikom okruglom pokretnom stolu točno na raskrižju dva različita seta pa se on micao dok su se vrata otvarala i zatvarala, a likovi se "vozili" u njemu. 
Clooney i producent Grant Heslov odlučili su u prikazu Josepha McCarthyja upotrijebiti samo arhivske snimke. Kako su sve te snimke snimljene u crno-bijeloj tehnici upravo to je imalo znatan utjecaj na odluku da kompletan film bude crno-bijel. U sceni MacCarthyjevog saslušanja vidimo i mladog Roberta Kennedyja. On je tada bio član osoblja odbora kojeg je vodio McCarthy. 

## Glazba
Pjevačica jazza Dianne Reeves unajmljena je kako bi snimila soundtrack za film. Njezin jazz combo (Peter Martin, Christoph Luty, Jeff Hamilton i Matt Catingub) pojavljuje se u filmu u nekoliko scena; na primjer, u sceni gdje zaposlenici informativnog programa prolaze pokraj studija u kojem ona snima glazbu s ostatkom benda. To je bila njezina druga CD snimka jazza kojom je osvojila nagradu Grammy 2005. godine za najbolju jazz vokalnu izvedbu. 

## Kritike
Film je nakon početka kino distribucije pobrao hvalospjeve kritičara. Popularna internet stranica Rotten Tomatoes proglasila ga je "najbolje ocijenjenim filmom iz 2005. godine koji se nalazi u ograničenoj kino distribuciji", a na stranici film ima 94% pozitivnih kritika. Sam film nominiran je u šest kategorija za prestižnu filmsku nagradu Oscar uključujući i one za najbolji film, režiju (Clooney) i glavnog glumca (Strathairn). 
Kolumnist internet časopisa Slate, Jack Shafer, optužio je film da nastavlja temu o onome što on naziva "proučavanje života sveca Murrowa". Roger Ebert iz Chicago Sun-Timesa istaknuo je da "film zapravo nije toliko o McCarthyjevoj zloporabi koliko o procesu kojim su Murrow i njegova ekipa doveli do McCarthyjeve propasti (neki će reći i do samouništenja). To je zapravo moralna igra iz koje učimo kako bi se novinari trebali ponašati. Prikazuje Murrowa kao neustrašivog, ali ne i nepogrešivog."
Jedna od pritužbi zabilježena kod testne publike nakon projekcije bila je i ona da je glumac koji tumači ulogu McCarthyja bio pretjeran, premda nije shvaćeno da se u filmu koriste arhivske snimke pravog McCarthyja.

## Nagrade i nominacije
Američki filmski institut proglasio je film Laku noć, i sretno. jednim od 10 najboljih filmova 2005. godine.

### Oscar
Film Laku noć, i sretno. nominiran je u šest kategorija za prestižnu filmsku nagradu Oscar:
- Najbolji film - Grant Heslov
- Najbolji redatelj (George Clooney)
- Najbolji glavni glumac (David Strathairn)
- Najbolji scenarij (George Clooney i Grant Heslov)
- Najbolja kamera (Robert Elswit)
- Najbolja scenografija (James D. Bissell i Jan Pascale)

### Zlatni globus
Film Laku noć, i sretno. nominiran je u četiri kategorije za filmsku nagradu Zlatni globus:
- Najbolji film (drama) - Grant Heslov
- Najbolji redatelj - George Clooney
- Najbolji glumac (drama) - David Strathairn
- Najbolji scenarij - George Clooney i Grant Heslov

### BAFTA
Film Laku noć, i sretno. nominiran je u šest kategorija za filmsku nagradu BAFTA:
- Najbolji film - Grant Heslov
- Najbolji redatelj - George Clooney
- Najbolji glavni glumac - David Strathairn
- Najbolji sporedni glumac - George Clooney
- Najbolji originalni scenarij - George Clooney i Grant Heslov
- Najbolja montaža - Stephen Mirrione

## Vanjske poveznice
- Laku noć, i sretno. u internetskoj bazi filmova IMDb-a
- Good Night, and Good Luck na Box Office Mojo
- Good Night, and Good Luck na Rotten Tomatoes